# Freebie màrqueting

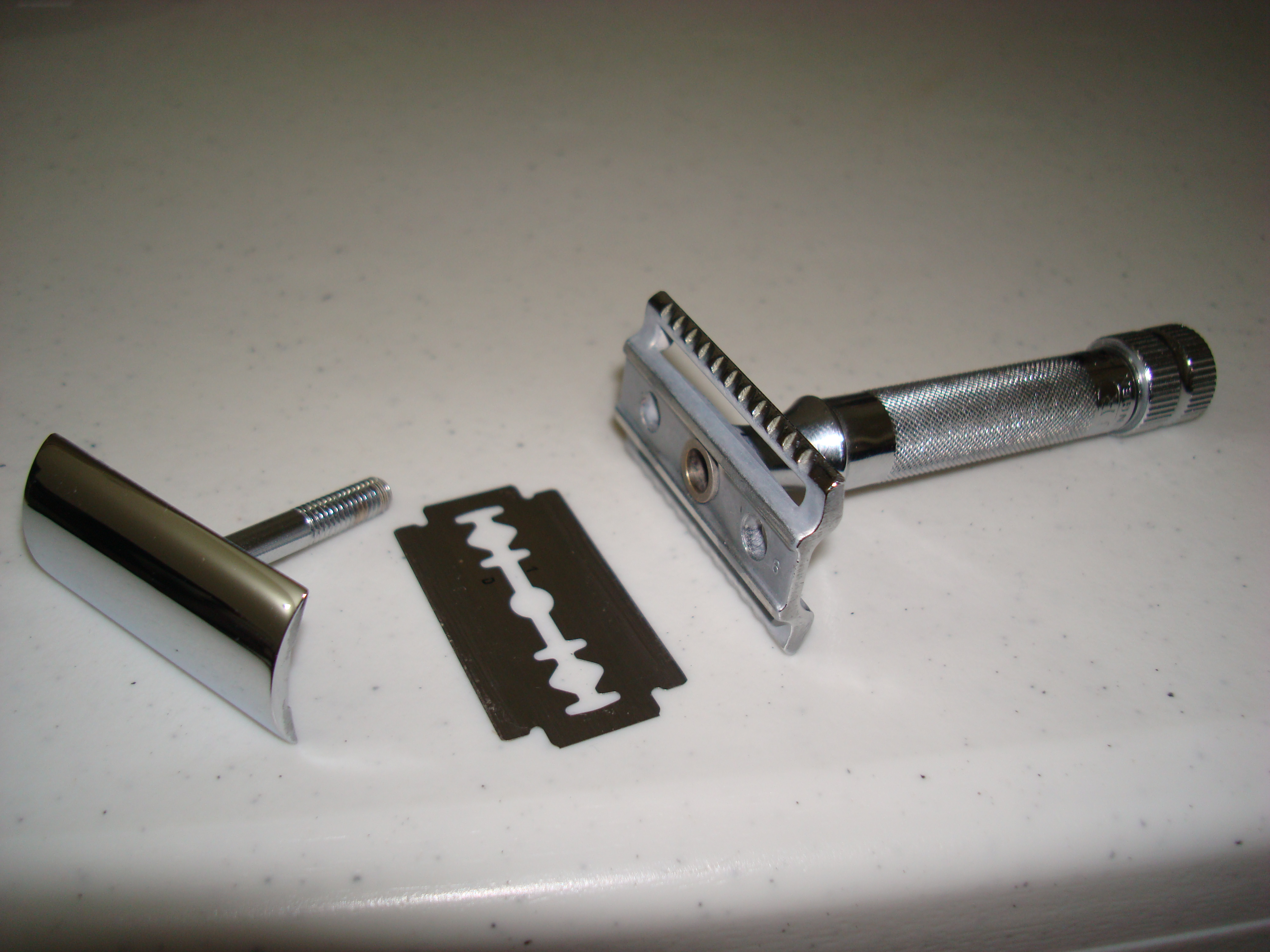
Els dos components del Freebie marketing:Fulla i maquineta.

El Freebie màrqueting, també conegut com a model de negoci de les fulles i maquinetes d'afaitar, és un model de negoci en el qual un article es ven a un preu baix (o regalat de franc) per tal d'augmentar les vendes d'un bé complementari, com ara els subministraments dels cartutxos de tinta i les impressores d'injecció, els telèfons mòbils i els contractes de serveis o el programari per a certes màquines (per exemple, jocs per a les consoles de videojocs) Aquest tipus de màrqueting és diferent del tipus conegut com a "màrqueting de mostra gratis", ja que aquest últim no depèn ni de "productes matriu" (per exemple, impressores o consoles), ni de "serveis complementaris" (per exemple, una subscripció telefònica), ambdós molt típics en els casos de freebie màrqueting.
Encara que King Camp Gillette, inventor de la maquineta d'afaitar d'un sol ús i fundador de la companyia Gillette Safety Razor, està àmpliament reconegut com l'introductor del sistema, Gillette, de fet, no va ser realment l'origen d'aquest model.

## Desenvolupament
La història diu que la gran troballa de Gillette va ser que es va adonar que una fulla d'afaitar d'un sol ús no només seria pràctica, sinó que també generaria un flux d'ingressos continu, en crear el mercat de les fulles d'afaitar. Aquest és el motiu pel qual es ven la maquineta d'afaitar a un preu artificialment baix, per a fomentar així aquest corrent.
Però, en realitat, les maquinetes d'afaitar Gillette, eren cares quan es van introduir per primera vegada, el preu va baixar després que les seves patents expiressin, de fet van ser els seus competidors, els que van inventar el model de negoci de les fulles i maquinetes d'afaitar

## Problemes
El model de comercialització "freebie màrqueting" es pot veure amenaçat si el preu dels consumibles d'alt marge en qüestió, cau degut a la competència. Per a tenir èxit amb el "freebie màrqueting", l'empresa ha de tenir un monopoli efectiu sobre els productes corresponents. (El dumping per a destruir un competidor més petit, bàsicament, no està inclòs en aquest supòsit, ja que en aquestes circumstàncies, pot fer que la pràctica sigui considerada il·legal)

## Aspectes legals
Algunes pràctiques de "freebie màrqueting" poden ser vistes com a contràries a la competència lleal. Per exemple, Microsoft va ser acusat i condemnat per la llei antimonopoli en el cas de l'alliberament de l'Internet Explorer sense cost, fet per guanyar el mercat a Netscape (sentència del cas "United States against Microsoft"), o els litigis entre Sony i Microsoft arran de la consola XBox.